# Westside Church

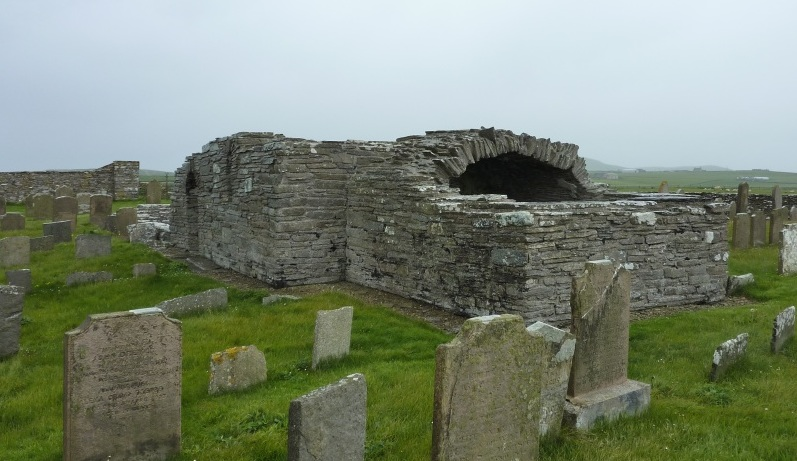
Iglesia de Westside y cementerio, Westray

Westside Church (también conocida como Cross Kirk) es una iglesia en ruinas del siglo XII ubicada en la isla de Westray en las islas Órcadas, Escocia. Las excavaciones arqueológicas en el sitio sugieren que la iglesia está relacionada con un asentamiento nórdico tardío cercano. Historic Envirnoment Scotland, la agencia patrimonial escocesa, decretó el sitio, que incluye la iglesia y el cementerio circundante, como monumento planificado en 1921.

## Descripción
Los restos de piedra de la iglesia se encuentran en la costa sur del Ness of Tuquoy en la isla de Westray en las islas Orcadas, Escocia. La iglesia original data del siglo XII. El edificio constaba inicialmente de una capilla mayor y de una nave rectangular corta de 5,65 m (6,2 yd) por 4,15 m (4,5 yd). Al presbiterio abovedado se accede desde la nave a través de una puerta de medio punto. La nave se alargó hacia el oeste durante el siglo XVII cuando la iglesia parroquial necesitaba acomodar a la creciente población de la isla y una congregación más grande. En el lado este de la iglesia se encuentran los muros originales, que alcanzan una altura de alrededor de 2,5 m (2,7 yd). Los muros que se construyeron en el siglo XVII, en el extremo oeste de la iglesia, tienen menos de 1 m (1,1 yd) de altura.
La iglesia de Westside está rodeada por un cementerio amurallado. Aproximadamente 70 m (76,6 yd) al oeste de la iglesia, la erosión costera ha descubierto los restos de un gran asentamiento nórdico tardío. Las excavaciones arqueológicas en el sitio sugieren que la iglesia probablemente se construyó para servir al asentamiento. Un terraplén cubierto de hierba, que mide aproximadamente 50 m (54,7 yd) por 25 m (27,3 yd), y situado al noreste de la iglesia, se cree que son los restos de un recinto anterior al siglo XII. Historic Envirnoment Scotland, la agencia patrimonial escocesa, estableció el sitio, que incluye la iglesia y el cementerio, como monumento planificado en 1921.